# Chuyến thăm Đài Loan của Nancy Pelosi 2022
Chủ tịch Hạ viện Hoa Kỳ Nancy Pelosi đã đến thăm Đài Loan, tên chính thức là Trung Hoa Dân Quốc, vào ngày 2 tháng 8 năm 2022. Bà được hộ tống bởi một phái đoàn gồm năm thành viên Dân chủ của Hạ viện. Chuyến thăm hai ngày này là một phần của chuyến công du Đông Á, với các chặng dừng ngắn tại Singapore, Malaysia, Hàn Quốc và Nhật Bản. Tổng thống Joe Biden đã khuyên Pelosi không đi, nhưng không ngăn cản bà đi đến Đài Loan, và Nhà Trắng sau đó khẳng định quyền được thăm quốc đảo này của Pelosi.
Pelosi và phái đoàn của bà được Bộ trưởng Bộ Ngoại giao Ngô Chiêu Nhiếp đón tiếp.  Ít phút sau khi bà đến, Pelosi tuyên bố rằng chuyến thăm của bà là một dấu hiệu của "cam kết kiên định của Hoa Kỳ trong việc ủng hộ nền dân chủ sôi nổi của Đài Loan." Bà đã đến thăm Lập pháp viện và gặp Tổng thống Thái Anh Văn vào ngày hôm sau đó.
Cộng hoà Nhân dân Trung Hoa chỉ trích chuyến thăm này, trước đó đã gửi cảnh báo đe doạ qua những kênh ngoại giao với chính phủ Hoa Kỳ. Sau khi Pelosi rời khỏi Đài Loan, Trung Quốc bắt đầu tập trận quân sự vây quanh đảo quốc này, trong những ngày 4–7 tháng 8, 2022. Sau đó, Trung Quốc thông báo thêm những bài tập trận quân sự "thường xuyên", dự kiến ở vùng Biển Hoàng Hải và Biển Bột Hải, lần lượt cho đến ngày 15 tháng 8 và 8 tháng 9, nhưng kết thúc sớm vào ngày 10 tháng 8, 2022.

## Bối cảnh

Trung Quốc đại lục do Cộng hoà Nhân dân Trung Hoa (CHNDTH) kiểm soát (màu xanh lục), và Đảo Đài Loan do Trung Hoa Dân Quốc kiểm soát (màu cam).

Lần cuối cùng một Chủ tịch Hạ viện Mỹ đến thăm Đài Loan là vào năm 1997, bởi nhà chính trị gia Cộng hoà Newt Gingrich. Với tư cách là Chủ tịch Hạ viện Hoa Kỳ, Pelosi đứng thứ hai trong thứ tự kế vị Tổng thống Hoa Kỳ, làm cho bà trở thành quan chức Hoa Kỳ cao cấp nhất đến thăm Đài Loan kể từ đó. Vào ngày 7 tháng 4 năm 2022, kế hoạch thăm Đài Loan của Pelosi lần đầu được đưa tin bởi mạng lưới Fuji News Network của Nhật Bản. Chuyến đi châu Á của bà đã bị hoãn lại sau khi bà xét nghiệm dương tính với COVID-19. Vào ngày 19 tháng 7 năm 2022, Financial Times đưa tin về khả năng Pelosi đến thăm Đài Loan trong chuyến công du châu Á của bà.
Chuyến công du châu Á của Pelosi được tuyên bố là để "tái khẳng định cam kết không thể lay chuyển của Mỹ với các đồng minh và bạn bè trong khu vực" vào ngày 31 tháng 7, 2022, với hành trình ban đầu chỉ bao gồm Singapore, Malaysia, Hàn Quốc và Nhật Bản. Tính đến sáng ngày 2 tháng 8, người ta vẫn chưa biết chắc chắn liệu Pelosi có đến thăm Đài Loan hay không. Đại diện An ninh Quốc gia Nhà Trắng John Kirby vào tối ngày 1 tháng 8 (Giờ Tiết kiệm Ánh sáng Ban ngày miền Đông Hoa Kỳ) cho biết Trung Quốc có thể đáp trả bằng một cuộc tấn công tên lửa gần Đài Loan hoặc có thể hành động quân sự bằng bất kỳ cách nào khác để thể hiện sự phản đối trước chuyến thăm này của một chính trị gia người Mỹ. Đồng thời, Kirby nói rằng Mỹ không lo sợ các mối đe dọa từ Trung Quốc và sẽ không ngồi yên trong trường hợp có bất kỳ hành động xâm lược nào.
Trong một bài báo quan điểm viết cho tờ The Washington Post, Pelosi nhận định vào ngày 2 tháng 8: "Chúng tôi thực hiện chuyến đi này vào thời điểm mà thế giới phải đối mặt với một sự lựa chọn giữa chuyên quyền và dân chủ. Khi Nga tiến hành cuộc chiến tranh bất hợp pháp đã được tính toán trước của nó chống lại Ukraine, giết chết hàng nghìn người vô tội — thậm chí cả trẻ em — thì điều cần thiết là Mỹ và các đồng minh của chúng ta phải làm rõ rằng chúng ta không bao giờ nhượng bộ trước những kẻ chuyên quyền." Pelosi là một người chỉ trích chế độ Cộng hoà Nhân dân Trung Hoa (CHNDTH) lâu năm và luôn thẳng thắng nói về những sự ngược đãi quyền con người của họ, đồng thời phản đối việc Hoa Kỳ thiết lập mối quan hệ kinh tế gần gũi hơn với chính phủ CHNDTH trong những năm 2000. Tính đến năm 2022, bà đã kêu gọi tẩy chay ngoại giao Thế vận hội Olympics Mùa Đông 2022.
Vào ngày 29 tháng 7, Đài Loan đã kết thúc tập trận Han Kuang kéo dài năm ngày—cuộc tập trận quân sự thường niên lớn nhất của đất nước, bao gồm mô phỏng đánh chặn các cuộc tấn công từ địch từ trên biển và trên không.

## Chuyến thăm

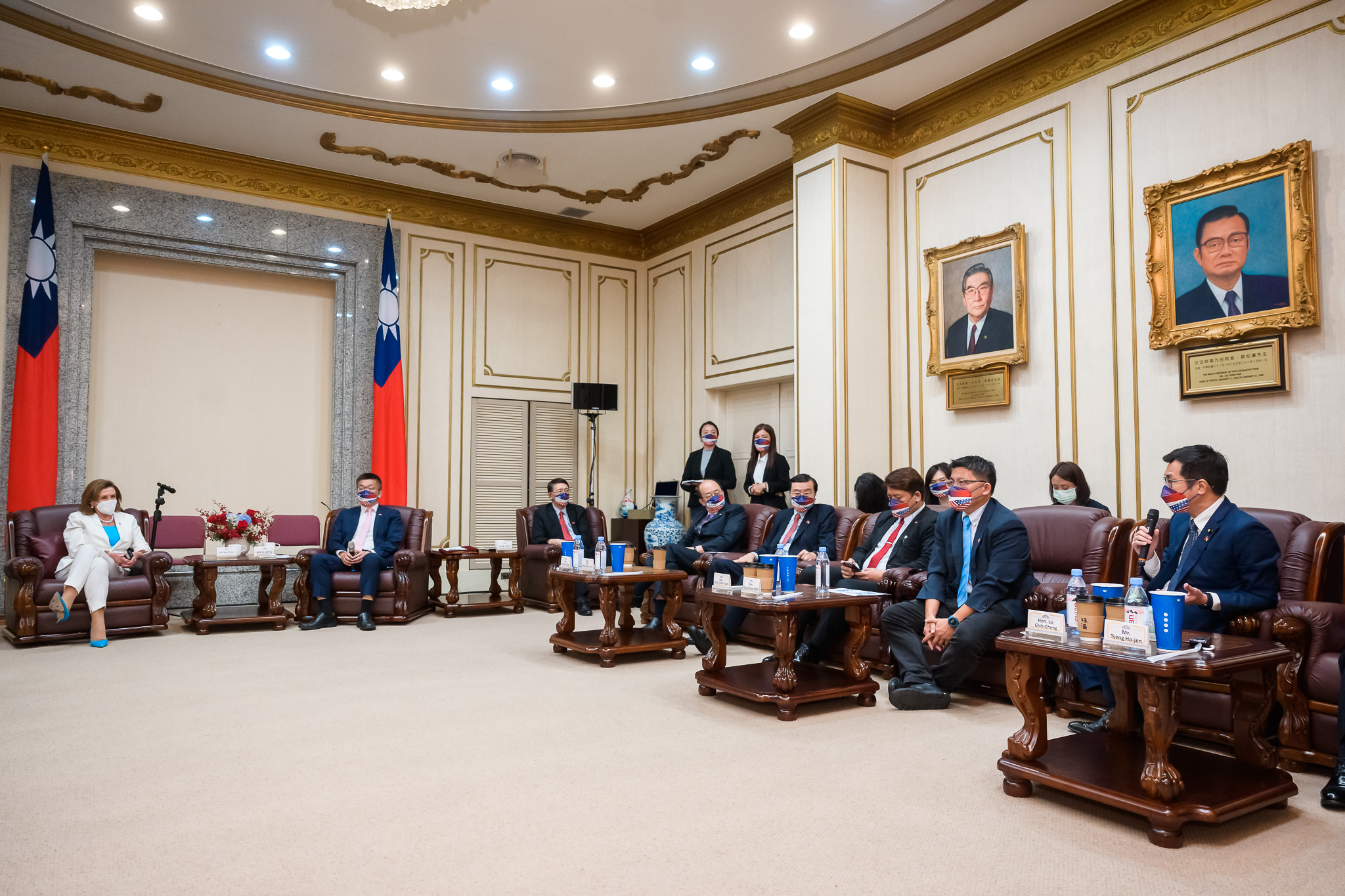
Nancy Pelosi thăm Lập pháp viện của Trung Hoa Dân Quốc (Đài Loan).

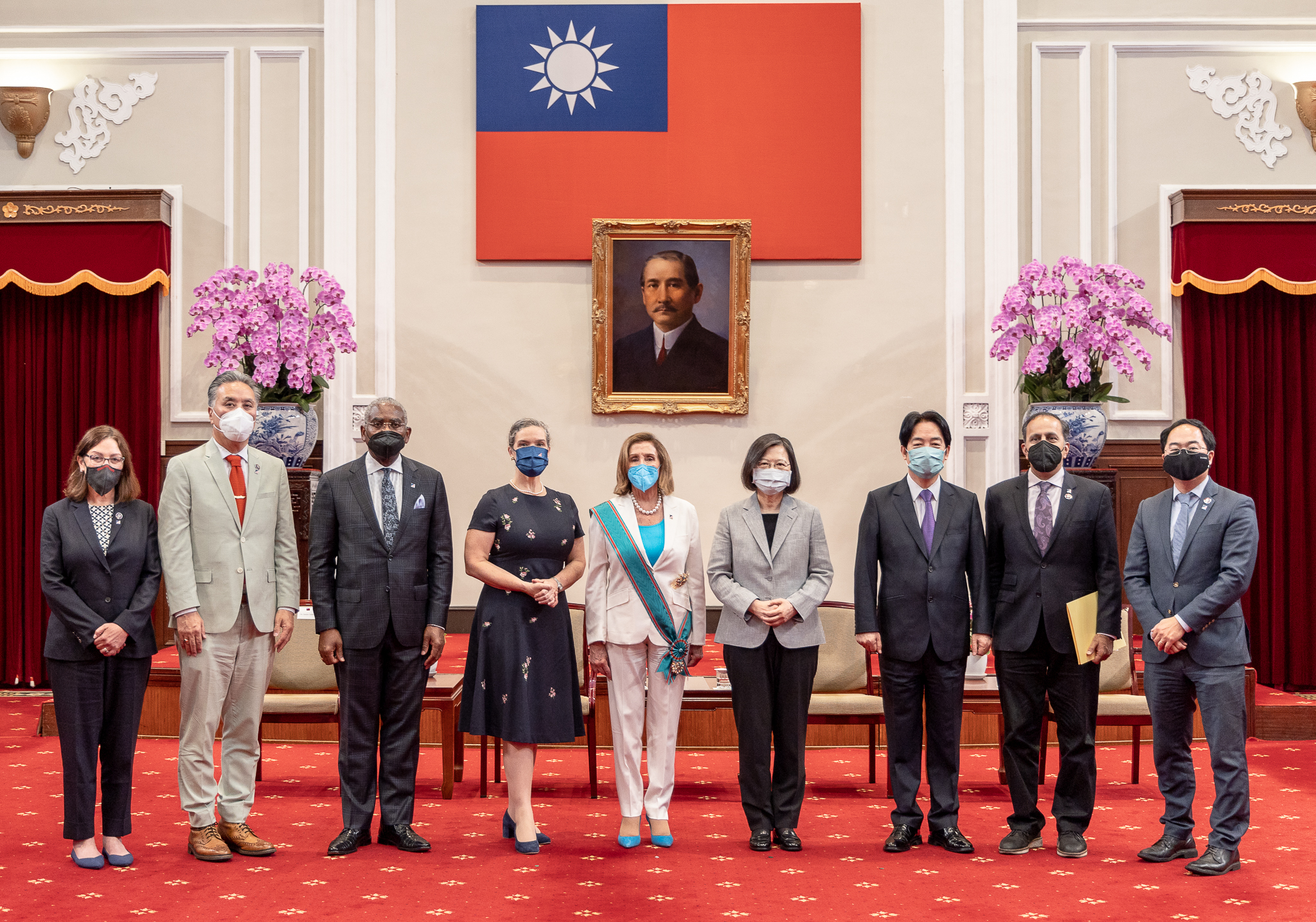
Phái đoàn của Nancy Pelosi gặp tổng thống Đài Loan Thái Anh Văn và phó tổng thống Lại Thanh Đức tại Dinh Tổng thống.

Sau khi rời khỏi Malaysia, phái đoàn của Pelosi đã hạ cánh an toàn và không có sự cố ở Đài Bắc, Đài Loan, lúc 10:43 tối Giờ Tiêu chuẩn Toàn quốc ngày 2 tháng 8 trên máy bay chuyên chở quân sự của Không quân Mỹ và được Bộ trưởng Bộ Ngoại giao Ngô Chiêu Nhiếp và Giám đốc Văn phòng ở Đài Bắc của Viện Hoa Kỳ ở Đài Loan đón tiếp. Pelosi đã tweet rằng chuyến thăm của bà là một dấu hiệu của "cam kết kiên định của Hoa Kỳ trong việc ủng hộ nền dân chủ sôi nổi của Đài Loan." Khi bà đến nơi, cả hai Đảng Dân chủ Tiến bộ đang cầm quyền và Quốc dân Đảng đối lập đều tán thành chuyến thăm, và toà Đài Bắc 101 đã thắp sáng với dòng thông điệp chào mừng phái đoàn.
Phái đoàn của Pelosi bao gồm các thành viên sau của Hạ viện Hoa Kỳ:
- Gregory Meeks (D-NY)
- Raja Krishnamoorthi (D-IL)
- Suzan DelBene (D-WA)
- Andy Kim (D-NJ)
- Mark Takano (D-CA)

Sau một cuộc họp buổi sáng tại Viện Hoa Kỳ ở Đài Loan vào sáng ngày 3 tháng 8, Pelosi đã đến thăm Lập pháp viện với phái đoàn của mình. Ở đó, bà đã được Phó chủ tịch Lập pháp viện, Thái Kỳ Xương, tiếp đón, và đã phát biểu ít phút trước cơ quan lập pháp này, nói rằng Đài Loan là "một trong những xã hội tự do nhất trên thế giới". Bà ủng hộ Hoa Kỳ hợp tác kinh tế nhiều hơn nữa đối với Đài Loan thông qua Đạo luật Chip, và trong các lĩnh vực liên quan đến biến đổi khí hậu, đại dịch COVID-19 và dân chủ.
Bà sau đó đã đến Dinh Tổng thống để gặp Tổng thống Thái Anh Văn vào ngày 3 tháng 8, và được Tổng thống trao tặng Huân chương Khanh Vân với Đại thụ chương Đặc biệt (Special Grand Cordon). Một phiên họp truyền thông kín đã được tổ chức sau đó, trong đó chỉ có Thông tấn xã Trung ương của Đài Loan, Bloomberg News và Asahi Shimbun của Nhật Bản tham dự. Bà Pelosi bày tỏ quan điểm rằng sự tức giận của Trung Quốc đối với chuyến thăm của bà là do bà là một người phụ nữ chứ không phải là vì chính trị gia cấp cao nhất của Mỹ đã đến thăm Đài Loan trong 25 năm.
Vào buổi trưa, Tổng thống Thái Anh Văn đã tổ chức tiệc tại Nhà khách Đài Bắc để chiêu đãi phái đoàn của Pelosi. Người sáng lập Công ty Sản xuất Chất bán dẫn Đài Loan, Trương Trung Mưu (Morris Chang), chủ tịch Lưu Đức Âm và phó chủ tịch Pegatron, Trình Kiến Trung, cũng được mời tham dự.
Hoạt động cuối cùng của phái đoàn là một chuyến thăm kéo dài một tiếng, vào khoảng 2:40 chiều, đến Bảo tàng Quyền Con Người Quốc gia tại Công viên Tưởng niệm Khủng bố Trắng Jing-Mei ghi lại thời kỳ Khủng bố Trắng ở Đài Loan. Trong chuyến thăm, họ đã gặp Ngô Nhĩ Khai Hy, một cựu sinh viên đã từng lãnh đạo cuộc biểu tình ở Quảng trường Thiên An Môn, Lâm Vinh Cơ, một người bất đồng chính kiến ở Hồng Kông, và Lý Minh Triết, một nhà hoạt động Đài Loan từng bị bỏ tù ở Trung Quốc.
Trong một thông cáo báo chí được công bố trong chuyến đi, Pelosi tuyên bố rằng chuyến thăm này "không hề mâu thuẫn với chính sách lâu đời của Hoa Kỳ khi xét trên bất kỳ khía cạnh nào, [và] được điều hướng bởi Đạo luật Quan hệ Đài Loan năm 1979, Những Thông cáo Chung giữa Hoa Kỳ và Trung Quốc và Sáu điều Bảo đảm. Hoa Kỳ tiếp tục phản đối các nỗ lực đơn phương nhằm thay đổi hiện trạng." Điều phối viên Nhà Trắng về Truyền thông Chiến lược tại Hội đồng An ninh Quốc gia, John Kirby, đã thuật lại quan điểm này trong một cuộc họp báo được tổ chức trong chuyến thăm và nói rằng "Chuyến thăm này của Chủ tịch hoàn toàn phù hợp với chính sách Một Trung Quốc lâu đời của chúng tôi. Chúng tôi đã nói rất rõ ràng rằng không có gì thay đổi về chính sách Một Trung Quốc của chúng tôi, tất nhiên được điều hướng bởi Đạo luật Quan hệ Đài Loan, Ba Thông cáo chung Hoa Kỳ–CHNDTH và Sáu điều Bảo đảm."
Nancy Pelosi rời khỏi Đài Loan đến Hàn Quốc vào 6:00 tối ngày 3 tháng 8.

## Phản ứng

### Cộng hoà Nhân dân Trung Hoa
Cộng hòa Nhân dân Trung Hoa đã lên án mạnh mẽ chuyến thăm, và gọi chuyến thăm này là một "hành động khiêu khích" của Mỹ, "xâm phạm nghiêm trọng chủ quyền của Trung Quốc". Trong một cuộc điện đàm qua điện thoại giữa Tổng thống Hoa Kỳ Joe Biden và lãnh đạo CHNDTH Tập Cận Bình vào tuần trước đó, chính phủ CHNDTH cảnh báo rằng Hoa Kỳ sẽ đang "chơi đùa với lửa" nếu Biden cho phép Pelosi đến thăm Trung Hoa Dân Quốc. Đặc biệt, ngày 2 tháng 8, Đại sứ CHNDTH tại Liên Hợp Quốc, Trương Quân, cho rằng chuyến thăm như vậy là hành động khiêu khích và sẽ làm suy yếu quan hệ Trung–Mỹ. Đại sứ Hoa Kỳ tại Bắc Kinh Nicholas Burns đã bị Bộ Ngoại giao Trung Quốc triệu tập, để phản đối chuyến thăm của bà Pelosi.
Để đáp trả việc Pelosi hạ cánh ở Đài Bắc, đêm 2 tháng 8, Chiến khu Đông Bộ Quân Giải phóng Nhân dân Trung Quốc đã bắt đầu các cuộc tập trận hải quân và không quân chung tại các khu vực phía bắc, tây nam và đông nam Đài Loan; bắn pháo đạn thật tầm xa ở eo biển Đài Loan; và các vụ phóng thử tên lửa với đầu đạn quy ước (thông thường) ở vùng biển phía đông Đài Loan. Bộ Quốc phòng Đài Loan đưa tin rằng có 21 máy bay của Lực lượng Không quân Giải phóng Nhân dân (mười máy bay chiến đấu J-16, tám máy bay chiến đấu J-11, một máy bay kiểm soát và cảnh báo sớm trên không KJ-500, một máy bay tác chiến điện tử Y-9 và một máy bay tình báo tín hiệu điện tử Y-8) đã bay vào vùng nhận dạng phòng không (ADIZ) của Đài Loan vào ngày 2 tháng 8. Vào ngày hôm sau, Bộ đưa tin có 27 máy bay của Quân đội Trung Quốc đã bay vào ADIZ của nước này, trong đó có 22 máy bay đã bay vào ADIZ bằng cách đi qua đường trung tuyến chia đôi Eo biển Đài Loan (sáu máy bay chiến đấu J-11, và 16 máy bay chiến đấu Sukhoi Su-30) và thêm năm máy bay chiến đấu J-16 đã bay vào phần phía tây nam của ADIZ. Ngoài ra, Trung Quốc đã tiến hành các cuộc tập trận quân sự tại các khu vực vây quanh Đài Loan từ ngày 4 tháng 8, kết thúc vào ngày 7 tháng 8. Đài Loan đưa tin rằng 11 tên lửa đạn đạo Đông Phong của Trung Quốc đã được bắn vào ngày 4 tháng 8, trong khi Nhật Bản đưa tin rằng 9 tên lửa đạn đạo đã được bắn và năm tên lửa trong số đó đã rơi vào trong vùng đặc quyền kinh tế của Nhật, cách Quần đảo Yaeyama về phía tây nam. Theo như Bộ Quốc phòng Nhật, đây là lần đầu tiên một tên lửa đạn đạo do Trung Quốc phóng rơi vào vùng đặc quyền kinh tế của Nhật; Bộ đã phản đối ngoại giao chính thức với Bắc Kinh sau vụ việc bị coi là đã vi phạm pháp này.
Tờ báo The New York Times đưa tin rằng nhiều cư dân mạng ở Trung Quốc bày tỏ sự bực bội vì các quan chức chính phủ đã đưa ra những lời đe dọa quân sự nghiêm trọng nhưng lại không làm theo. Đáp lại những lời chỉ trích này, người phát ngôn Bộ Ngoại giao Hoa Xuân Oánh sau đó đã kêu gọi người dân hãy là "những người yêu nước phải lẽ" và tin tưởng Bắc Kinh. Các quan chức chính phủ Trung Quốc sau đó đã cố gắng xoa dịu sự thất vọng của công chúng, tuyên bố rằng phản ứng của chính phủ đã được cân chỉnh cẩn thận. Tương tự, người dân tộc chủ nghĩa Trung Quốc Hồ Tích Tiến đã đưa ra một dòng tweet trong đó ông kêu gọi Không quân Trung Quốc bắn hạ máy bay chở Pelosi trong khi Đại sứ Trung Quốc tại Pháp Lư Sa Dã kêu gọi cải tạo người dân Đài Loan nếu như Trung Quốc thống nhất với Đài Loan trên một chương trình truyền hình của Pháp. Tài khoản Twitter của Hồ đã tạm thời bị đình chỉ vì vi phạm quy tắc bình luận của nền tảng này trong khi nhận xét của Lư bị giới chức Mỹ và châu Âu lên án.
Sau đó, Trung Quốc thông báo thêm những bài tập trận quân sự "thường xuyên" vào ngày 7 tháng 8, dự kiến ở vùng Biển Hoàng Hải và Biển Bột Hải, lần lượt cho đến hết ngày 15 tháng 8 và 8 tháng 9. Trung Quốc cuối cùng tuyên bố kết thúc sớm những cuộc tập trận mới này vào ngày 10 tháng 8, 2022, nhưng cũng tuyên bố rằng nó sẽ thường xuyên tuần tra Eo biển Đài Loan.

#### Biện pháp trừng phạt
Vào ngày 1 tháng 8, trước chuyến thăm của bà Pelosi, Trung Quốc đã cấm các lô hàng từ hơn 100 nhà xuất khẩu thực phẩm của Đài Loan.
Bộ Thương mại Trung Quốc cũng áp đặt các biện pháp trừng phạt kinh tế đối với Đài Loan (có hiệu lực từ ngày 3 tháng 8 năm 2022) bằng cách đình chỉ xuất khẩu các vật liệu tự nhiên như cát đến Đài Loan và cấm nhập khẩu các sản phẩm từ Đài Loan như trái cây hoặc cá.
Vào ngày 5 tháng 8, Bộ Ngoại giao Trung Quốc thông báo rằng họ đã áp đặt các biện pháp trừng phạt đối với Pelosi và gia đình thân cận của bà (bao gồm chồng, anh chị em, bố mẹ và con cái) sau chuyến thăm của bà tới Đài Loan. Hiện vẫn chưa rõ các lệnh trừng phạt của Trung Quốc đối với Pelosi là gì. Bộ Ngoại giao cũng đình chỉ các kênh hợp tác với Mỹ về một số khía cạnh, bao gồm đối thoại giữa các nhà lãnh đạo quân sự, hỗ trợ tư pháp–hình sự, chống tội phạm xuyên quốc gia và các cuộc đàm phán về biến đổi khí hậu. Cùng ngày, Bộ đã chính thức phản đối ngoại giao những lời nhận xét liên quan đến Đài Loan của các Bộ trưởng G7 và Đại diện Cấp cao về Chính sách An ninh và Đối ngoại của EU.

### Hoa Kỳ
Tổng thống Joe Biden ban đầu đã cảnh báo phải thận trọng trước chuyến đi vào ngày 20 tháng 7 năm 2022, nói rằng quân đội Hoa Kỳ đã đánh giá rằng "[chuyến đi] không phải là một ý tưởng tốt vào thời điểm bây giờ". Tuy nhiên, vào ngày 1 tháng 8, người phát ngôn an ninh quốc gia Nhà Trắng John Kirby nói rằng Pelosi có quyền đến thăm Đài Loan, đồng thời nói thêm rằng Hoa Kỳ sẽ không bị đe dọa bởi sự leo thang được dự kiến trước của Trung Quốc để trả đũa lại chuyến thăm này.
Nhà Trắng hôm 4 tháng 8 thông báo rằng Lầu Năm Góc đã chỉ đạo tàu sân bay USS Ronald Reagan ở nguyên khu vực gần Đài Loan "để theo dõi tình hình" khi Trung Quốc phóng tên lửa trong khu vực. Hơn nữa, người phát ngôn Hội đồng An ninh Quốc gia John Kirby nói rằng Mỹ đã trì hoãn kế hoạch phóng thử tên lửa liên lục địa Minuteman III để tránh gia tăng căng thẳng. Mỹ cũng đã triệu tập đại sứ Trung Quốc tại Hoa Kỳ để phản đối hành động quân sự của Trung Quốc sau chuyến thăm của Pelosi. Ngoại trưởng Hoa Kỳ Antony Blinken đưa ra lời tuyên bố này: 
Không có cớ biện minh nào cho phản ứng quân sự cực đoan, bất cân xứng và mang tính leo thang này. Tôi xin nói lại rằng không có gì thay đổi về chính sách “một Trung Quốc” của chúng tôi, được điều hướng bởi Đạo luật Quan hệ Đài Loan, Ba Thông cáo và Sáu điều Bảo đảm. Chúng tôi không muốn thay đổi đơn phương đối với hiện trạng từ bất kỳ phía nào. Chúng tôi không ủng hộ Đài Loan độc lập. Chúng tôi mong muốn những mối khác biệt xuyên eo biển sẽ được giải quyết một cách hòa bình, không qua cưỡng chế hay vũ lực.
Tại Mỹ, các Thượng nghị sĩ Đảng Cộng hòa thể hiện sự ủng hộ hiếm thấy đối với Pelosi. Lãnh đạo Đảng Cộng hòa tại Thượng viện, Mitch McConnell, cùng với 25 thượng nghị sĩ Đảng Cộng hòa khác đã bày tỏ sự ủng hộ đối với chuyến đi của bà Pelosi tới Đài Loan. Để biện minh cho sự ủng hộ của họ, các thượng nghị sĩ Đảng Cộng hòa gọi chuyến đi là "phù hợp với chính sách Một Trung Quốc của Hoa Kỳ". Mặc dù Thượng nghị sĩ Texas Ted Cruz vắng mặt trong tuyên bố chung, ông đã ca ngợi chuyến thăm Đài Loan của bà Nancy Pelosi, đồng thời chỉ trích việc Biden thiếu vắng ủng hộ dành cho Pelosi. Tương tự, các Thượng nghị sĩ Rick Scott và Lindsey Graham cũng bày tỏ sự tán thành tương tự đối với chuyến thăm, mặc dù họ vắng mặt trong tuyên bố chung. 

### Quốc tế

#### Tổ chức liên chính phủ
Một số tổ chức liên chính phủ đã có phản ứng đối với chuyến thăm và tập trận quân sự của Trung Quốc.
- ASEAN – Trong một cuộc họp giữa 27 quốc gia bao gồm Hoa Kỳ, ASEAN cảnh báo những mối căng thẳng này có thể dẫn đến "xung đột mở và hậu quả khôn lường", và kêu gọi kiềm chế đến mức tối đa.[88][89]
- Liên minh Châu Âu – một người phát ngôn của Liên minh Châu Âu nhấn mạnh "Chính sách Một Trung Quốc rõ ràng" của Khối Liên minh, đồng thời cam kết "quan hệ hữu nghị và hợp tác chặt chẽ với Đài Loan".[90] Vào ngày 4 tháng 8, đại diện chính sách đối ngoại của EU công bố một tuyên bố chung do G7 đưa ra để lên án phản ứng của Trung Quốc trước chuyến thăm của Pelosi.[91]
- G7 – Nhóm đã đưa ra một tuyên bố chung mô tả các cuộc tập trận và trừng phạt kinh tế của Trung Quốc đối với Đài Loan là không cần thiết, gây leo thang và mang tính đe dọa. Tuyên bố nói thêm rằng phản ứng của Trung Quốc có nguy cơ gây mất ổn định khu vực và là bất cân đối đối với những hoạt động và thông lệ đi du lịch quốc tế bình thường của các nhà lập pháp từ các nước G7.[91]

#### Quốc gia
- Úc – Thủ tướng Úc Anthony Albanese cho biết "Chúng tôi không muốn thấy bất kỳ thay đổi đơn phương nào đối với hiện trạng."[90] Úc cũng đưa ra một tuyên bố chung cùng với Mỹ và Nhật thúc giục Trung Quốc kết thúc ngay lập thức những bài diễn tập quân sự của nó.[92]
- Pháp – Ngoại trưởng Catherine Colonna nói rằng Trung Quốc không nên sử dụng chuyến thăm của Pelosi làm cớ giả để áp dụng những biện pháp có thể kích động căng thẳng.[93]
- Đức – Bộ trưởng Ngoại giao Annalena Baerbock nói, "Chúng tôi không chấp nhận khi luật pháp quốc tế bị phá vỡ và một nước láng giềng lớn hơn xâm lược nước láng giềng nhỏ hơn—vi phạm luật pháp quốc tế—và tất nhiên, điều này cũng áp dụng đối với Trung Quốc."[94]
- Iran – Nasser Kanaani, người phát ngôn Bộ Ngoại giao Iran, đã chỉ trích chuyến thăm của Pelosi và nhắc lại sự ủng hộ của Iran đối với chính sách "Một Trung Quốc".[95]
- Nhật Bản – Sau khi gặp Pelosi, Thủ tướng Kishida Fumio mô tả các vụ phóng tên lửa của Trung Quốc là "một vấn đề nghiêm trọng đối với an ninh của đất nước chúng tôi và sự an toàn của người dân chúng tôi" và rằng "các hành động của Trung Quốc lần này có ảnh hưởng nghiêm trọng đến hòa bình và an ninh của khu vực và cộng đồng quốc tế, và chúng tôi kêu gọi dừng lại ngay lập tức các cuộc tập trận." Ông nói thêm rằng Mỹ và Nhật Bản sẽ làm việc cùng nhau để duy trì hòa bình và ổn định ở Eo biển Đài Loan.[96][97]
- Litva – Bộ trưởng Ngoại giao Gabrielius Landsbergis ca ngợi chuyến thăm qua nền tảng Twitter, "Diễn giả [Chủ tịch] Pelosi đã mở cánh cửa đến với Đài Loan rộng hơn rất nhiều, tôi chắc chắn rằng những người bảo vệ tự do và dân chủ khác sẽ đi qua rất sớm thôi."[98]
- New Zealand – Thủ tướng New Zealand Jacinda Ardern nói "Đối thoại và ngoại giao là những gì chúng ta cần trong những thời điểm căng thẳng này."[90]
- Bắc Triều Tiên – Thông tấn xã do nhà nước kiểm soát KCNA đã chỉ trích cái mà họ gọi là "sự can thiệp thiếu thận trọng" của Mỹ vào công việc nội bộ của Trung Quốc. Người phát ngôn Bộ Ngoại giao Triều Tiên cho biết họ “lên án kịch liệt” sự can thiệp của bất kỳ thế lực bên ngoài nào vào vấn đề Đài Loan và “hoàn toàn ủng hộ” Trung Quốc.[90]
- Pakistan – Văn phòng Đối ngoại Pakistan nói rằng "Pakistan quan ngại sâu sắc về tình hình đang diễn ra ở Eo biển Đài Loan, có ảnh hưởng nghiêm trọng đến hòa bình và ổn định khu vực" và rằng nước này "tuân theo" nguyên tắc Một Trung Quốc.[99]
- Nga – Nga gọi chuyến thăm là một “hành động khiêu khích rõ ràng, phù hợp với chính sách gây hấn của Hoa Kỳ nhằm ngăn chặn Trung Quốc một cách toàn diện”. Chính phủ này nói thêm rằng Bắc Kinh “có quyền thực hiện các biện pháp để bảo vệ chủ quyền và toàn vẹn lãnh thổ của mình liên quan đến vấn đề Đài Loan”.[90][100]
- Singapore – Một tuyên bố do Bộ Ngoại giao đưa ra sau một cuộc họp giữa Bộ trưởng Ngoại giao Singapore Vivian Balakrishnan và Bộ trưởng Ngoại giao Trung Quốc Vương Nghị nêu: "Singapore có một chính sách 'một Trung Quốc' rõ ràng và nhất quán và phản đối Đài Loan độc lập và bất kỳ động thái đơn phương nào nhằm thay đổi hiện trạng."[101]
- Hàn Quốc – Một quan chức từ văn phòng tổng thống Hàn Quốc cho biết, "Lập trường của chính phủ chúng tôi là duy trì giao tiếp chặt chẽ với các bên liên quan ... trên cơ sở rằng hòa bình và ổn định trong khu vực thông qua đối thoại và hợp tác là rất quan trọng".[90]
- Vương quốc Anh – Ngoại trưởng Liz Truss đã chỉ trích phản ứng "gây kích động" của Trung Quốc đối với chuyến thăm của Pelosi, và nói rằng các cuộc gặp của Pelosi với các nhà hoạt động quyền con người là "hoàn toàn hợp lý".[102]
- Việt Nam – Người phát ngôn Bộ Ngoại giao Lê Thị Thu Hằng nói rằng: "Việt Nam mong muốn các bên liên quan kiềm chế, không làm căng thẳng tình hình eo biển Đài Loan, đóng góp tích cực vào việc duy trì hòa bình, ổn định, thúc đẩy hợp tác và phát triển của khu vực và trên thế giới."[103]

## Phản ứng của báo chí và dân chúng

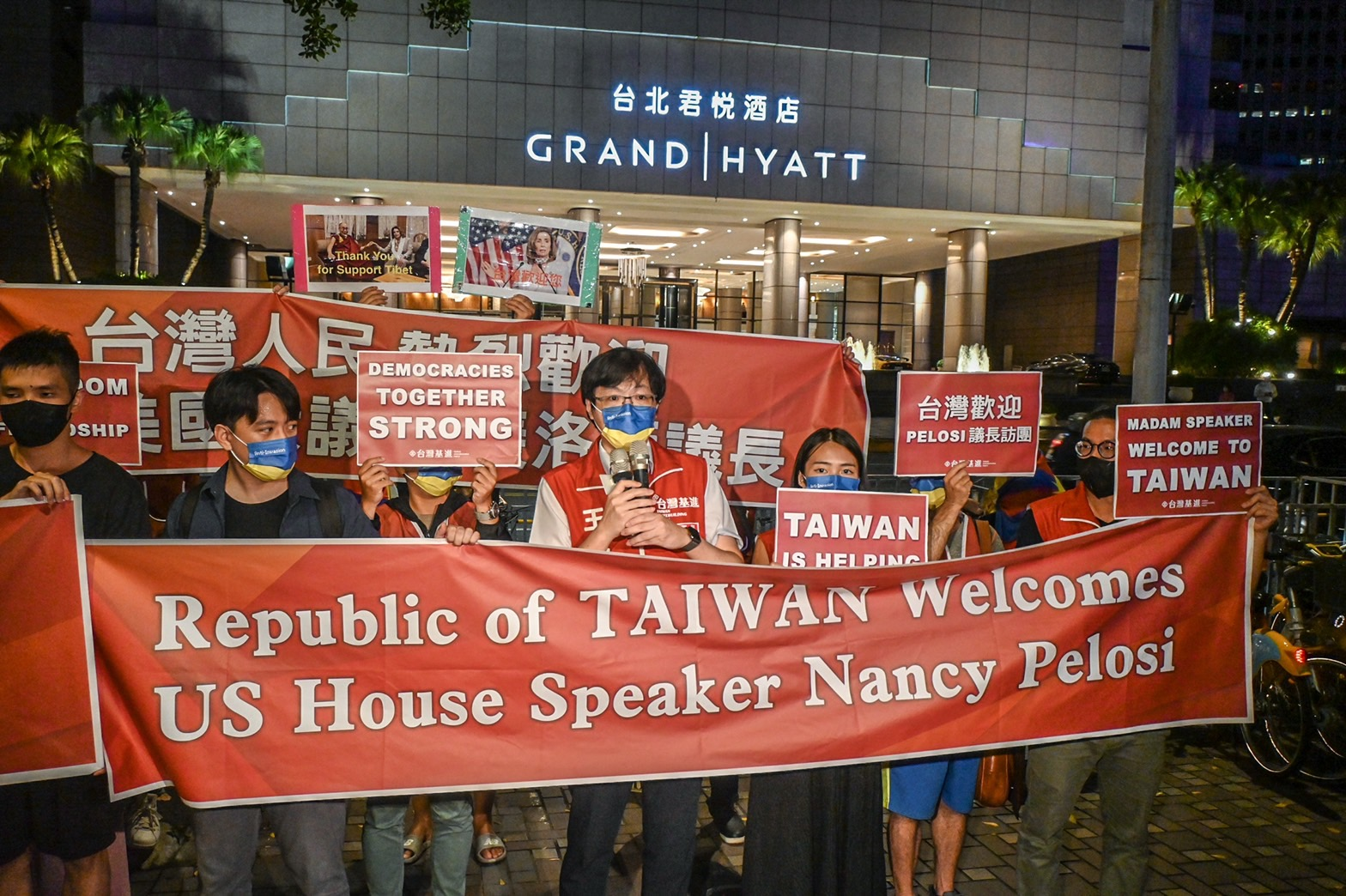
Đảng Xây dựng Nhà nước Đài Loan chào mừng phái đoàn bên ngoài khách sạn Grand Hyatt Đài Bắc.

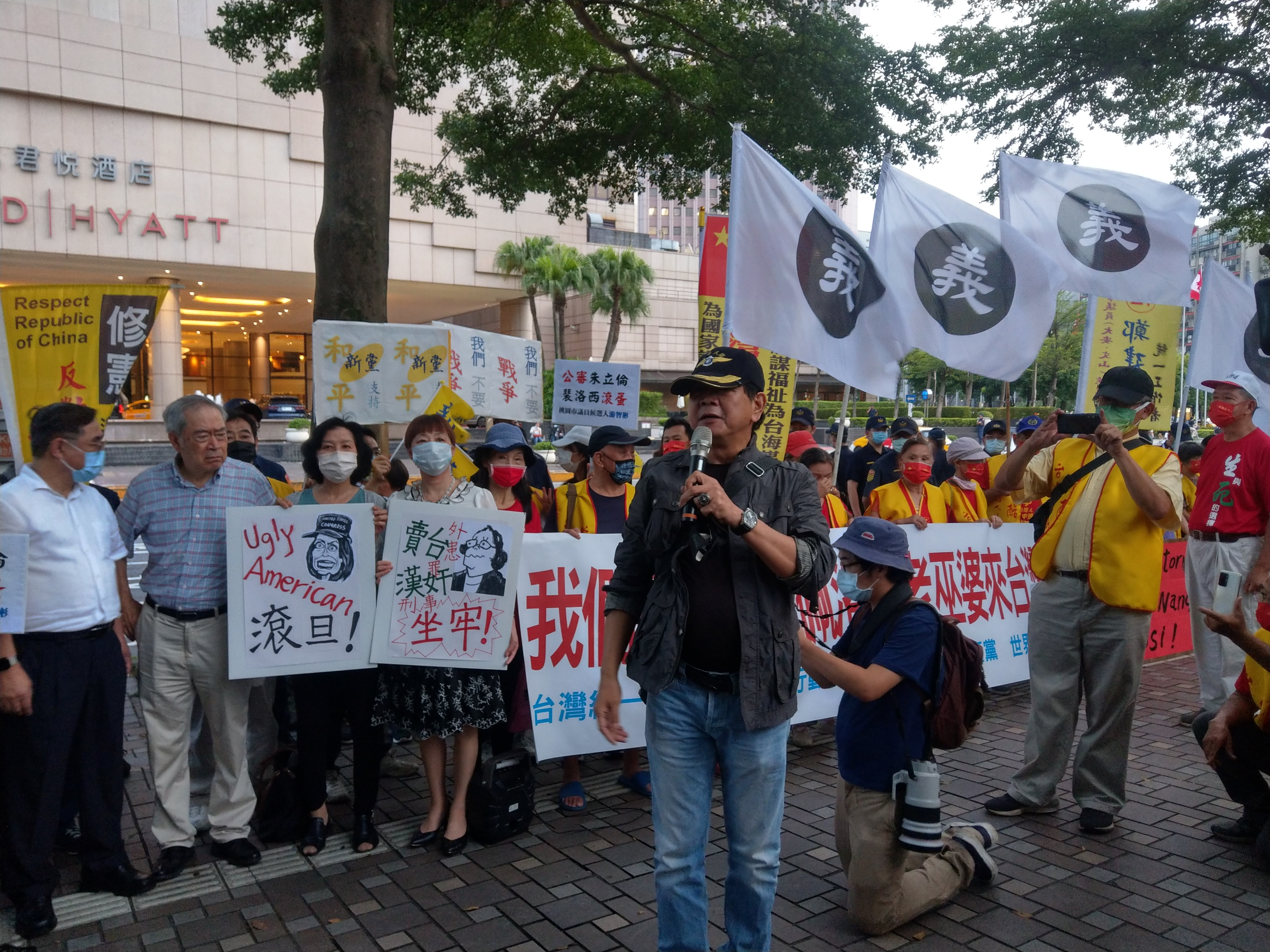
Hiệp hội Liên minh Ái quốc Trung Hoa thân Đảng Cộng sản Trung Quốc biểu tình đối diện khách sạn Grand Hyatt Đài Bắc.

Trong một bài báo quan điểm viết cho tờ The New York Times trước khi Pelosi đến nơi, Thomas Friedman gọi chuyến đi là "liều lĩnh", viết rằng "Sẽ chẳng có gì tốt đẹp [từ chuyến đi này] cả." Hai bài quan điểm cũng được xuất bản bởi tờ The New York Times có ý kiến ngược lại: Bret Stephens ca ngợi quyết định của Pelosi đã giữ lời về chuyến thăm của bà bất chấp những rủi ro mà nó mang lại, trong khi Yu-Jie Chen, một giáo sư tại Academia Sinica, hoan nghênh chuyến thăm như một biểu hiện của tình đoàn kết đầy giá trị trong bối cảnh Đài Loan đang gia tăng căng thẳng với Trung Quốc. Viết cho tờ Intelligencer, Ross Barkan bày tỏ quan điểm tương tự như trong bài quan điểm của Friedman, nói rằng "không có lợi ích gì có thể thấy rõ ngay lập tức mà Pelosi có thể đạt được bằng cách đến thăm Đài Loan." Trong một cuộc phỏng vấn với Isaac Chotiner, được xuất bản bởi tờ The New Yorker, giáo sư Shelley Rigger của Đại học Davidson nói rằng mặc dù ý định ban đầu của chuyến thăm là để bày tỏ sự ủng hộ mang tính biểu tượng đối với Đài Loan, nhưng mối quan hệ chính trị "bên miệng hố chiến tranh" kéo theo sau đó giữa Hoa Kỳ và Trung Quốc có nghĩa là lợi ích và mối quan tâm của Đài Loan đã bị gạt sang một bên.
Chiếc máy bay chở phái đoàn này, được mệnh danh là "SPAR19", là chiếc máy bay được theo dõi nhiều nhất trên FlightRadar24 trong khoảng thời gian bay đến Đài Loan. Khoảng 300.000 người dùng của trang web đã theo dõi chuyến bay này theo như dữ liệu Bloomberg báo cáo, trong khi FlightRadar24 đưa tin rằng có 708.000 người theo dõi khi máy bay hạ cánh ở Đài Bắc, và tổng cộng 2,92 triệu người theo dõi ít nhất một phần của chuyến bay, biến nó trở thành chuyến bay được theo dõi nhiều nhất trong lịch sử của FlightRadar24, trước khi kỷ lục này bị phá vỡ bởi chuyến bay chở quan tài Nữ vương Elizabeth II.
Khi được The New York Times phỏng vấn, các cử tri của Pelosi ở khu phố Tàu tại San Francisco bày tỏ "sự tức giận và e ngại" về chuyến thăm và lo ngại rằng chuyến thăm có thể làm trầm trọng thêm sự bài ngoại và phân biệt chủng tộc đối với người Mỹ gốc Hoa liên quan đến đại dịch COVID-19. Người Mỹ gốc Đài Loan ở Vùng Vịnh, cũng được The New York Times phỏng vấn, đã ủng hộ chuyến thăm này.
Khả năng Pelosi đến thăm Đài Loan ban đầu nhận được ít sự chú ý từ các phương tiện truyền thông trong nước của Đài Loan; họ ưu tiên các tin tức khác, như một làn sóng nhiệt lúc đó đang diễn ra và các cuộc bầu cử địa phương. Sự chú ý ở Đài Loan tăng lên sau khi chuyến thăm được xác nhận là có xảy ra.
Nghiên cứu của một nhóm các nhà nghiên cứu quan hệ quốc tế và học giả khoa học chính trị Yao-Yuan Yeh, Fang-Yu Chen, Austin Horng-En Wang và Charles K.S. Wu cho thấy rằng những chuyến thăm cấp cao của các quan chức nước ngoài có thể là một cách quan trọng để một thành viên mạnh hơn trong một liên minh trấn an các đối tác nhỏ hơn về sức bền vững của liên minh đó. Yeh và cộng sự nói thêm rằng rằng nghiên cứu khảo sát trước đó cho thấy chuyến thăm của một nhóm thượng nghị sĩ Hoa Kỳ vào tháng 6 năm 2021 "làm tăng đáng kể" niềm tin của những người Đài Loan được thăm dò đối với quân đội Đài Loan, và rằng "hiệu ứng này hiện hữu bất kể các nhóm chính trị khác nhau, điều này cho thấy tác động của chuyến thăm của các thượng nghị sĩ Hoa Kỳ không phải là kết quả của đảng phái hay chủ nghĩa dân tộc trong [những nhóm người được khảo sát]." Dựa trên những phát hiện này và những nghiên cứu khác, Yeh cộng sự cho rằng chuyến thăm của Pelosi "có thể sẽ trấn an đáng kể người dân Đài Loan, tăng cường sự ủng hộ của công chúng trên hòn đảo đối với chi tiêu quân sự và quốc phòng cũng như các mục tiêu của chính sách chiến lược của Hoa Kỳ."
Hầu hết người Đài Loan hoan nghênh chuyến thăm của Pelosi như một dấu hiệu cho thấy sự hỗ trợ của Mỹ trước những mối đe dọa dai dẳng từ Trung Quốc. Tòa nhà cao nhất Đài Loan, Đài Bắc 101, đã thắp sáng với các dòng thông điệp "Chào mừng đến Đài Loan, Chủ tịch Pelosi" và "Cảm ơn [bà], người bạn của dân chủ" bằng tiếng Quan Thoại và tiếng Anh xuyên suốt chuyến thăm. Một nhóm nhỏ những người ủng hộ, bao gồm đại diện của Đảng Dân chủ Tiến bộ, đã chào đón Pelosi khi bà đến. Có một số tiếng nói bất đồng ở Đài Loan, trong đó có một số người Đài Loan ủng hộ thống nhất với Trung Quốc. Trong một cuộc thăm dò ý kiến 7.500 độc giả của tờ United Daily News thân Quốc Dân Đảng, 61% cho rằng chuyến thăm này "không được hoan nghênh" vì nó "có thể làm mất ổn định tình hình ở Eo biển Đài Loan".